# Yangyang
O condado de Yangyang (Yangyang-gun) é um condado na província de Gangwon, Coreia do Sul.